# 4049 Noragalʹ
4049 Noragalʹ è un asteroide della fascia principale del diametro medio di circa 19,79 km. Scoperto nel 1973, presenta un'orbita caratterizzata da un semiasse maggiore pari a 3,0831709 UA e da un'eccentricità di 0,2653190, inclinata di 2,37948° rispetto all'eclittica.
L'asteroide è dedicato a Nora Gal, traduttrice e critica letteraria russa.